# Cârlogani
Cârlogani é uma comuna romena localizada no distrito de Olt, na região de Oltênia. A comuna possui uma área de 27.71 km² e sua população era de 2815 habitantes segundo o censo de 2007.